# Isola di Fenerbahçe
L'Isola di Fenerbahçe (in turco Fenerbahçe Adası) o Capo Fenerbahçe (in turco Fenerbahçe Burnu) è un'isola artificiale del distretto di Kadıköy, sul lato anatolico di Istanbul. In precedenza era un promontorio che si estendeva nel Mar di Marmara a sud-ovest del quartiere di Kadıköy, ma con la costruzione del porto turistico di Fenerbahçe è stato staccato dalla terraferma e trasformato in un'isola.
Quando è stato costruito il porto turistico, Capo Fenerbahçe a sud, la terraferma a est e i frangiflutti a ovest bloccavano in gran parte la circolazione dell'acqua del porto. Per risolvere questo problema, si decise di separare Capo Fenerbahçe, che era collegato alla terraferma da un sottile istmo, dalla terraferma con un canale artificiale. Al termine dei lavori, l'isola di Fenerbahçe è stata ricollegata alla terraferma con un ponte veicolare e uno pedonale che non interferiscono con la circolazione dell'acqua.
Oggi sull'isola si trovano strutture come il Parco di Fenerbahçe, il Faro di Fenerbahçe e la Fenerbahçe Sports Club Guesthouse. L'unico modo per raggiungere l'isola con i mezzi pubblici è la linea circolare Fenerbahçe-Kadıköy (FB1 e FB2). Il trasporto via mare è possibile anche con imbarcazioni private.